# Luftangriff auf Pforzheim am 23. Februar 1945
Der Luftangriff auf Pforzheim am 23. Februar 1945 forderte im Zweiten Weltkrieg nach den Angriffen auf Hamburg (1943) und Dresden (1945) die meisten Opfer im alliierten Luftkrieg gegen deutsche Städte. Bei dem nur 22 Minuten dauernden Angriff von 379 Bombern der Royal Air Force wurde über ein Fünftel der Einwohner getötet – mehr als in jeder anderen Stadt des Deutschen Reiches. Bei der Bombardierung der Stadt, die vor dem Krieg 80.000 Einwohner hatte (Volkszählung 1939), kamen etwa 17.600 Menschen ums Leben. Eine realitätsnahe Einschätzung der Bevölkerungsentwicklung im Zweiten Weltkrieg ergeben die Ergebnisse der Verbrauchergruppenstatistiken, die aus den Daten der Lebensmittelzuteilungen gewonnen wurden und 1953 vom Statistischen Bundesamt veröffentlicht wurden. Nach der Großen Verbrauchergruppenstatistik umfasste die „versorgte Zivilbevölkerung“ (inklusive Ausländer) in Pforzheim in der 70. Zuteilungsperiode (11. Dezember 1944 bis 7. Januar 1945) noch 66.219 Personen, darunter 2.940 „Gemeinschaftsverpflegte“, die keine eigenen Lebensmittelkarten bezogen. In Relation zur Einwohnerzahl forderte dieser Angriff die höchste Opferzahl im Bombenkrieg gegen das Deutsche Reich.
In der engbebauten Altstadt entwickelte sich ein Feuersturm, der 98 % des Stadtgebiets zerstörte. Pforzheim gehört damit auch zu den am stärksten durch alliierte Luftangriffe zerstörten Städten in Deutschland. Möglicherweise war die verwinkelte Altstadt mit ihren Fachwerkhäusern im Rahmen der Morale-Bombing-Strategie ausgewählt worden und deren Brennbarkeit der eigentliche Grund für den Angriff. Die feinmechanische Industrie, zu dieser Zeit weitgehend auf die Produktion von Zündern umgestellt, war zuvor aus der Stadt ausgelagert worden. Nach dem Krieg wurde Pforzheim rasch wiederaufgebaut. Das heutige Stadtbild ist durch den Stil der 1950er Jahre geprägt.

## Vorgeschichte
Ähnlich wie Dresden wurde Pforzheim von den alliierten Bomberverbänden erst spät ins Visier genommen. Ein erster Angriff der USAAF erfolgte am 1. April 1944. Dabei fanden 95 Menschen den Tod. Die Schäden waren vergleichsweise gering. Weitere Angriffe folgten. Größere Angriffe fanden an Heiligabend 1944 und am 21. Januar 1945 statt.
Im November 1944 wurde Pforzheim erstmals auf einer Zielliste der Alliierten geführt. Allerdings wurde der Stadt dort auf einer fünfstufigen Prioritätenliste die niedrigste Priorität zugeordnet. Der Bahnhof und die Straßen Pforzheims wurden zur Truppenverlegung und -verschiebung genutzt.
In einem Bericht für das RAF Bomber Command vom 28. Juni 1944 ist zu lesen, die Stadt Pforzheim „[is] one of the centres of the German jewellery and watch-making trades and is therefore likely to have become of considerable importance in the production of precision instruments“. Pforzheim war berühmt für seine Schmuckindustrie, die während des Krieges auf die Produktion von Zündern und Munition umgestellt worden war. Dabei waren die vielen kleinen Produktionsstätten ziemlich gleichmäßig über die Stadt verteilt. In der 2. Ausgabe des Bomber’s Baedeker, dem Guide of Importance of German Towns and Cities, vom August 1944 ist zu lesen: „almost every house in this city is a small workshop“. (Beinahe jedes Haus in dieser Stadt ist eine kleine Werkstatt). Weiter, ist im Bomber’s Baedeker zu lesen, gab es größere Fabriken im Süden bzw. eine im Norden der Stadt. Im Einsatzbefehl des Bomber Command ist als Absicht des Angriffs zu lesen, „to destroy built up area and associated industries and rail facilities“. Dem Oberkommandierenden Arthur T. Harris war bewusst, dass neben den vielen rüstungswirtschaftlichen Zielen überwiegend zivile Ziele (Altstadt) getroffen werden.

## Der Angriff

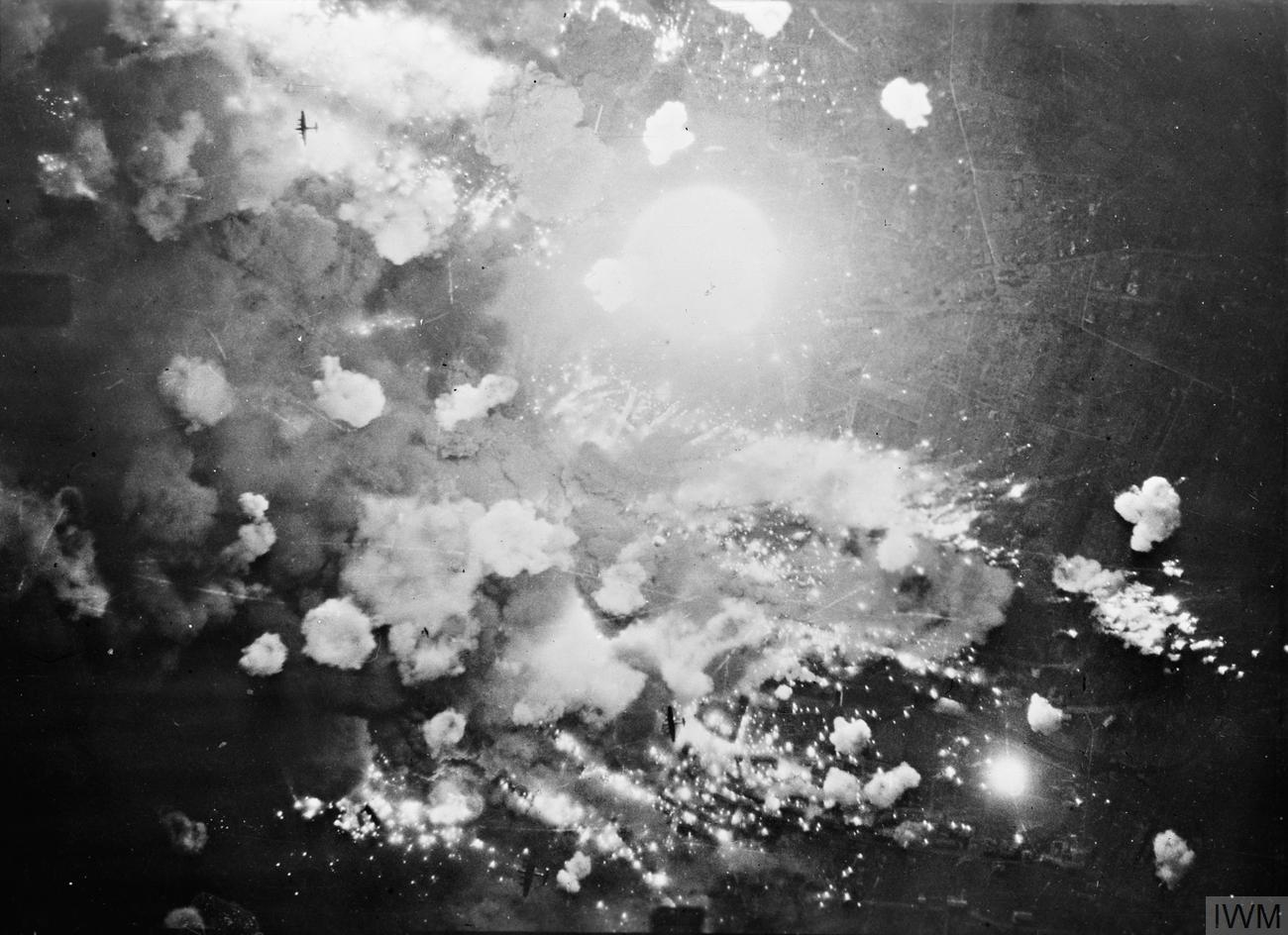
Aufnahme des Angriffs aus einem der Bomber

Am 23. Februar um 19:45 Uhr gaben die Sirenen den Alarm Akute Luftgefahr. Fünf Minuten später erreichten von Westen die ersten Bomber die Stadt. Insgesamt 368 Flugzeuge der 1., 6. und 8. Gruppe des Bomber Command, unter dem Kommando von Major Edwin Swales, überflogen innerhalb der nächsten 22 Minuten Pforzheim und warfen dabei Bomben mit einem Gesamtgewicht von 1575 Tonnen ab. Die ersten Flugzeuge setzten in der Dunkelheit Leuchtkörper aus, um das Zielgebiet zu markieren. Dabei drängte heftiger Nordwestwind die Leuchtkörper etwas ab, so dass ein Teil der Ladung in unbewohntes Gebiet im Südosten (Hagenschieß) niederging und der nordwestlichste Teil der Stadt verschont blieb. In der Innenstadt mit ihren engen Straßen und Gassen wirkte sich das Gemisch aus Spreng- und Brandbomben, Brandkanistern und Luftminen katastrophal aus. Große Flächenbrände vereinigten sich schnell zu einem gewaltigen Feuersturm.
Die Wasserversorgung fiel aus. Auf einer Länge von drei Kilometern und einer Breite von eineinhalb Kilometern brannten sämtliche Gebäude aus. Viele Menschen versuchten sich durch einen Sprung in die Flüsse Nagold und Enz zu retten und ertranken dabei. Dennoch überlebten einige durch den Schutz des Wassers.

## Nach dem Angriff

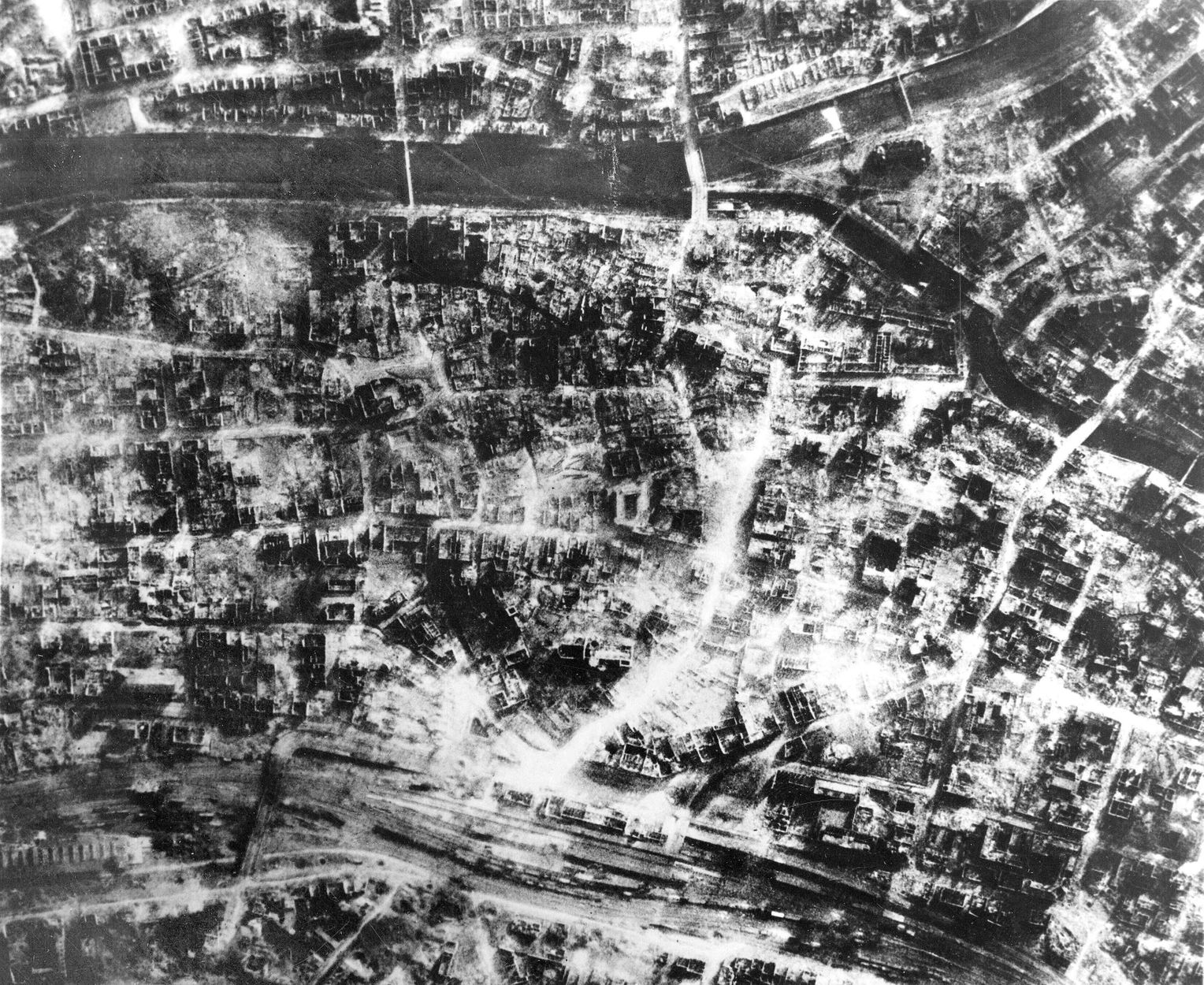
Luftbild – Pforzheim nach der Zerstörung

Der Auswertungsbericht K.3838 des Bomber Command vom 12. März 1945 fasst zusammen: „The attack on the night of 23/24 FEB 1944 [Datumsfehler im Original] has reduced the buildings in the greater part of the town to hollow shells or heaps of rubble. Most of the identifiable factories, including seven of priority 3 rating, have been destroyed or severely damaged.“
Zwei Drittel der Gesamtfläche der Stadt, in der Innenstadt 80 bis 100 Prozent, waren zerstört. Waren im Innenstadtbereich „Marktplatz“ 1939 noch 4112 Anwohner registriert, lebte hier nach dem Februar 1945 auf Jahre hin niemand mehr.
Zerstört wurden Wohn- und Fabrikgebäude, Kirchen, Schulen, Krankenhäuser, Bäder, andere Einrichtungen und auch viele Zeugnisse der Vergangenheit.
Bei dem Angriff starben rund 17.600 Menschen. Insgesamt starben in Pforzheim durch alliierte Luftangriffe rund 20.300 Menschen. Neben dem Hauptangriff gab es noch mehrere kleinere Angriffe. Die Volkszählung von 1939 hatte eine Einwohnerzahl von rund 79.000 ergeben. Die ortsanwesende Bevölkerung während des britischen Luftangriffs war jedoch aufgrund der Einziehung eines Großteils der männlichen Bevölkerung erheblich geringer. Verschiedene Schätzungen gehen davon aus, dass durch den Luftangriff rund 31,4 % der Bevölkerung ums Leben kamen. Der Kommandeur des angreifenden britischen Bomberverbandes Masterbomber, Edwin Swales, wurde auf dem Rückflug von Pforzheim durch ein deutsches Jagdflugzeug vom Typ Messerschmitt Bf 110 abgeschossen. Ihm wurde posthum für den besonders erfolgreichen Luftangriff auf Pforzheim von König Georg VI. die höchste britische Militärauszeichnung, das Victoria-Kreuz, verliehen.
In Durban, seiner Heimatstadt in Südafrika, wurden ein Schulgebäude sowie eine Straße ('Edwin Swales VC Drive'; 2007 umbenannt nach dem ANC-Freiheitskämpfer Mahlangu) nach ihm benannt.

## Wiederaufbau
Statt Restaurierung blieben nur Abriss und kompletter Neuaufbau. Die Straßen wurden deutlich breiter angelegt. Der Stadt ist ihre 2000 Jahre alte Geschichte kaum mehr anzusehen. Sie verlor stark an Bedeutung, konnte sich aber wieder erholen. Der Schutt der Stadt wurde auf einen Berg zusammengetragen, der dadurch nun 40 Meter höher ist als zuvor. Der Berg überragt Pforzheim weithin als sichtbares Mahnmal. Der Berg, der eigentlich Wallberg heißt, wird heute noch von vielen Pforzheimern als „Monte Scherbelino“ bezeichnet.

## Erinnerung
Seit 2003 ist der 23. Februar offizieller Gedenktag der Stadt Pforzheim, der mit Gottesdiensten und Veranstaltungen begangen wird. Die Städtepartnerschaft mit der baskischen Stadt Gernika soll an das gemeinsame Schicksal erinnern. Gernika war 1937 im Spanischen Bürgerkrieg von Bombern der deutschen Legion Condor bei einem Luftangriff zerstört worden.
Auf dem Gipfel des Wallbergs (ein Trümmerberg) erinnert ein Mahnmal aus Stahlstelen an den Luftangriff.
Alljährlich am 23. Februar findet auf dem Pforzheimer Wartberg eine Fackelmahnwache des vom Verfassungsschutz als Vorfeldorganisation der NPD eingeschätzten Freundeskreis ein Herz für Deutschland statt. Hiergegen wendet sich das Bündnis Pforzheim Nazifrei, das vom DGB und der Initiative gegen Rechts getragen wird.

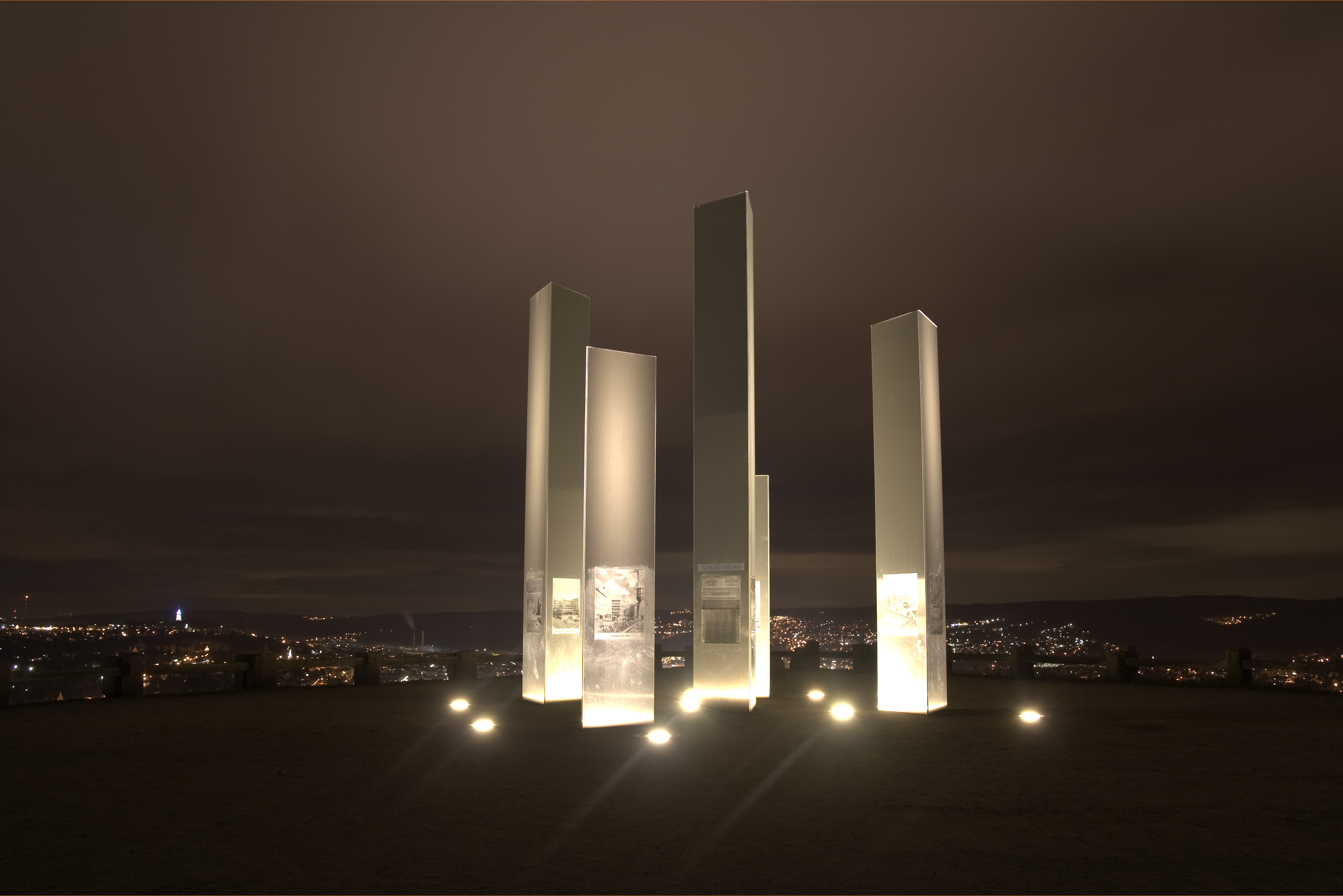
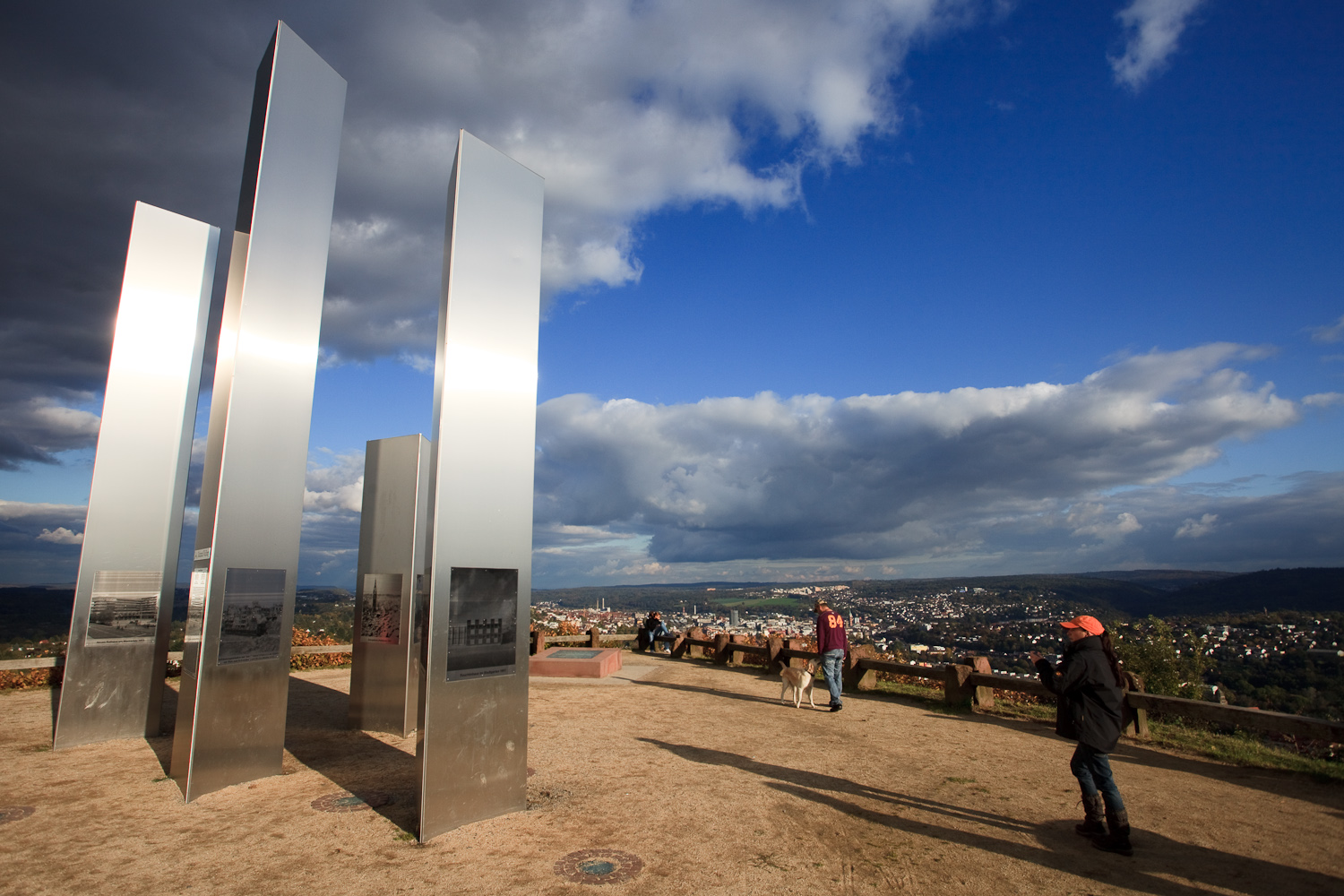
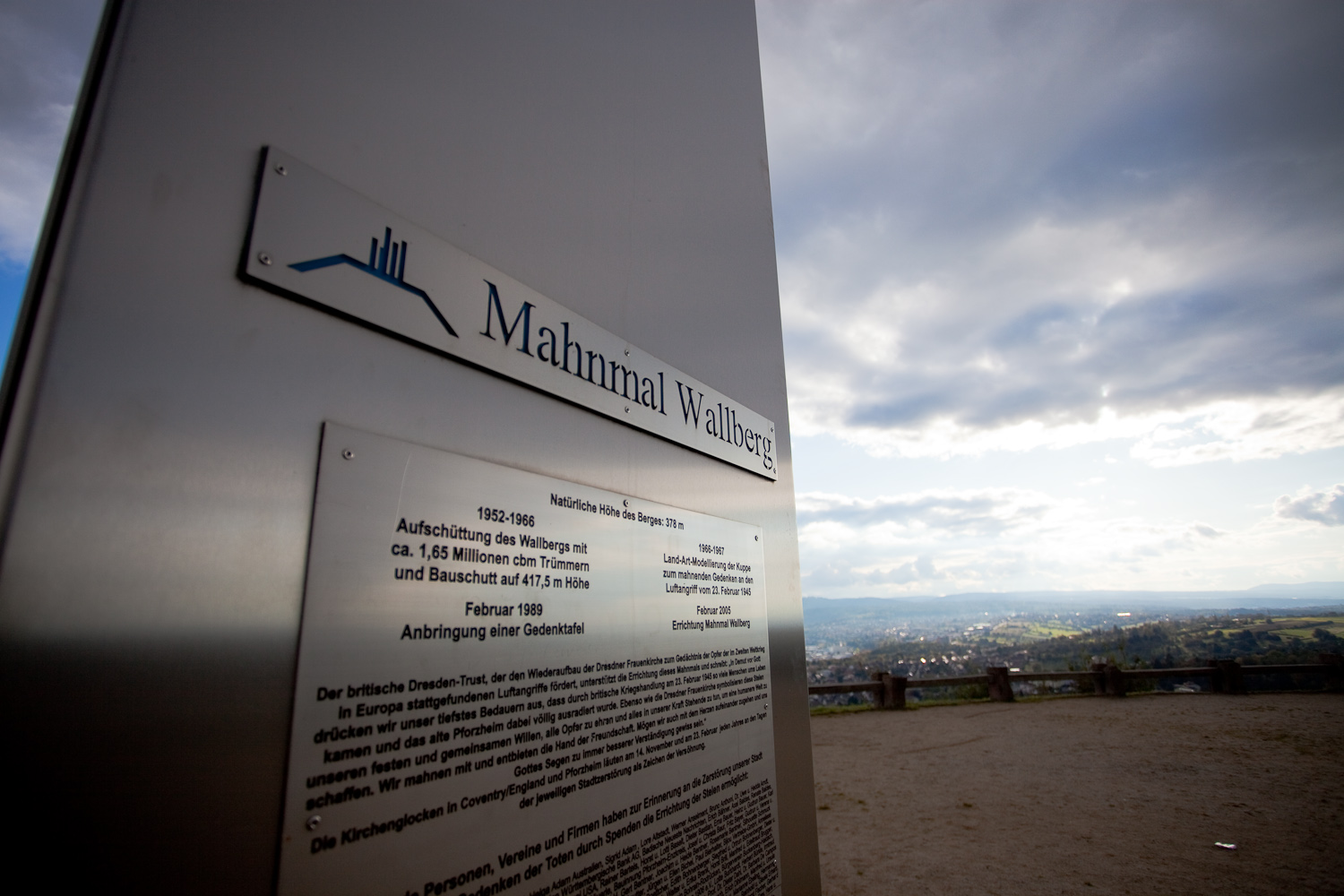

## Kunst & Literatur
Rolf Schweizer komponierte mit Bezug auf die Zerstörung Pforzheims das „Requiem 23. 2.1945 – Für Tote und Lebende“. Der Schriftsteller Michalis Avramidis thematisiert das Geschehen in seinem Musiktheater Winterhagel als pazifistisches Gedenken an die Opfer des Bombenangriffs auf Pforzheim. Im gleichnamigen Roman nimmt er ebenfalls Bezug auf die Zerstörung Pforzheims.
- Musiktheater Winterhagel. Wer ist der gute Täter? Wer ist der böse Täter? Wer ist das gute Opfer? Wer ist das böse Opfer? BoD, Norderstedt 2009, ISBN 978-3-8370-7109-2.
- Winterhagel. Die Geschichte der kleinen Marie, Erinnerungen einer alten Dame. BoD, Norderstedt 2009, ISBN 978-3-8391-2324-9.